# منطقة الاحتلال السوفيتي

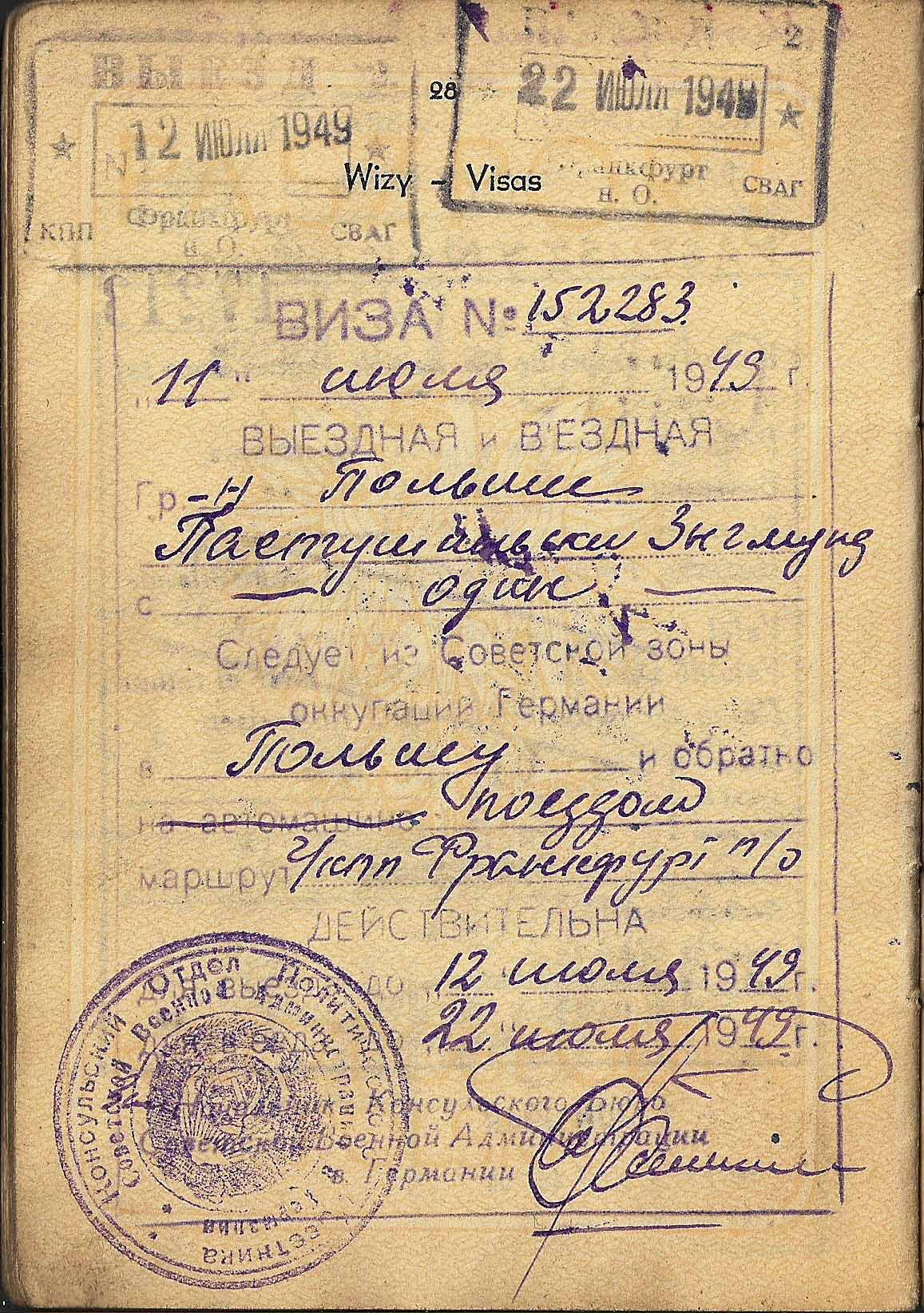
تأشيرة سوفيتية سنة 1949 في ألمانيا المحتلة، من جواز سفر خدمة بولندي

منطقة الاحتلال السوفيتي أو المنطقة المحتلة من السوفيت (بالألمانية: Sowjetische Besatzungszone (SBZ)، بالروسية: Советская оккупационная зона Германии)، أو المنطقة الشرقية (بالألمانية: Ostzone) كانت منطقة في وسط ألمانيا خاضعة لسيطرة الاتحاد السوفيتي من 1945، عند نهاية الحرب العالمية الثانية. في 7 تشرين الأول 1949 تأسست جمهورية ألمانيا الديمقراطية - والتي كان يُشار إليها عادةً باسم ألمانيا الشرقية - في منطقة الاحتلال السوفيتي.
كانت المنطقة المحتلة من السوفيت إحدى المناطق المحتلة من قبل قوات التحالف، أُنشئت عند نهاية الحرب العالمية الثانية. حسب اتفاقية بوتسدام، تولت الإدارة السوفيتية في ألمانيا المسؤولية عن الجزء الشرقي (في الوقت الحالي) من ألمانيا. مع مرور الوقت، بدأت قوات الولايات المتحدة وبريطانيا تلتقي مع القوات السوفيتية، مُشَكلةً خط التماس، مناطق معتبرة مما أصبح منطقة الاحتلال السوفيتي كانت خارج السيطرة السوفيتية. بعد عدة شهور من الاحتلال، سُلمت مكاسب البريطانيين والأمريكيين إلى السوفيت في تموز 1945، وذلك وفقاً لحدود منطقة الاحتلال المتفق عليها مسبقاً.
سمحت الإدارة السوفيتية لأربعة أحزاب سياسية لتمارس نشاطها، ومع ذلك فقد كان عليهم أن يعموا سويةً تحت تحالفٍ عُرف باسم «الكتلة الديمقراطية» (ثم الجبهة الوطنية لاحقاً). في نيسان 1946، اندمج الحزب الديمقراطي الاجتماعي الألماني والحزب الشيوعي الألماني ليشكلا حزب الوحدة الاشتراكية (والذي أصبح لاحقاً الحزب الحاكم لألمانيا الشرقية).
أقامت الإدارة السوفيتية عشر معسكراتٍ خاصة لاعتقال الألمان، واستخدموا معسكرات الاعتقال النازية السابقة.
في 1945، كانت منطقة الاحتلال السوفيتي تتألف من المناطق المركزية لبروسيا. بعدما تفككت بروسيا على أيدي قوات التحالف في 1947، قُسّمت المنطقة بين الولايات الألمانية: براندنبورغ، ومكلنبورغ، وساكسونيا، وساكسونيا أنهالت، وتورينغن. أصبحت المنطقة السوفيتية في 7 تشرين الأول 1949 جمهورية ألمانيا الديمقراطية، وكان يُشار إليها عادةً باسم ألمانيا الشرقية. في 1952، أُعيد ترتيب الولايات في 14 مقاطعة، بالإضافة إلى مقاطعة برلين الشرقية.
في 1952، ومع استمرار المواجهة السياسية في الحرب الباردة، صرح جوزيف ستالين للقوى الغربية وجهة نظره حول مستقبل ألمانيا الموحدة والتي يجب أن تكون غير منحازة لطرف. ساعد عدم اهتمام الغرب في هذا الاقتراح لتدعيم هوية المنطقة السوفيتية في جمهورية ألمانيا الديمقراطية وعلى مدى أربعة عقود مقبلة.
بقيت «المنطقة السوفيتية» ومشتقاتها أسماءً رسمية وأسماء أخرى شائعة لألمانيا الشرقية في ألمانيا الغربية، والتي رفضت الاعتراف بوجود دولة في ألمانيا الشرقية حتى 1972، عندما مددت حكومة فيلي برانت اعترافاً لائقاً بموجب مبادرة أوستبولتيك.